# Der König der Bernina (1929)
Der König der Bernina ist ein US-amerikanisches Stummfilmdrama dem Jahre 1929 von Ernst Lubitsch. John Barrymore und Camilla Horn spielen darin ein tragisches Liebespaar.

## Handlung
Handlungsort sind die Schweizer Alpen um Pontresina im Jahre 1806, als Napoleon Bonaparte auch das naheliegende Österreich militärisch bedroht. Marcus Paltram ist ein ebenso wagemutiger wie temperamentvoller Teufelskerl. Ihn und die scheue, sanftmütige Ciglia verbindet eine tiefgehende, leidenschaftliche Liebe. Bedauerlicherweise greift Marcus gern einmal zur Flasche, und als er auf einer großen Feier, in dem man maskiert tanzt, wieder einmal betrunken ist, kommt es wie es kommen muss: er betrügt Ciglia mit der nicht ganz so braven Pia, einer sehr fordernden, jungen und temperamentssprühenden Frau. Von ihrer skrupellosen und hintertriebenen Mutter angetrieben, legt es Pia darauf an, Marcus in aller Öffentlichkeit bloßzustellen, sollte dieser sie nicht heiraten. Am nächsten Tag gibt der Dorfpfarrer Tass, der Onkel Ciglias, ihr die Erlaubnis, Marcus zu heiraten. Doch sie erfährt von Marcus' Seitensprung und trennt sich tief enttäuscht von ihm. Geknickten Herzens wendet sie sich dem jüngeren Lorenz Gruber zu, der sie schon seit geraumer Zeit anhimmelt.
Beide Paare heiraten, aber keines von ihnen wird glücklich. Als ein Schneesturm aufzieht, hält sich Marcus irgendwo in der freien Natur auf. Pia bittet die Dorfbewohner, ihr dabei zu helfen, einen Suchtrupp auf die Beine zu stellen, aber niemand rührt einen Finger. So wendet sie sich an Ciglia, die sofort in heller Aufregung ist. Diese Reaktion ruft nun wiederum bei ihrem Gatten Lorenz einige Besorgnis hervor. Er erkennt, dass seine Frau Marcus noch immer liebt. Die Eifersucht kocht in ihm hoch. Als Marcus wohlbehalten ins Dorf heimkehrt, bietet er diesem, um den lästigen Konkurrenten endlich und ein für alle Mal loszuwerden, einen Beutel mit Gold an, sollte er die Gegend für immer verlassen. Doch Marcus weist den Bestechungsversuch zurück, und so greift Lorenz zu deutlich rabiateren Mitteln, in dem er auf ihn schießt. Bei dem Schusswechsel, den Marcus erwidert, wird Lorenz derart schwer verletzt, dass er wenig später stirbt. Nun beschuldigen ihn die Dörfler sogar des Mordes, obwohl Ciglia seine Unschuld beteuert. Die durchtriebene Pia behauptet daraufhin, dass Ciglia Marcus dazu angestiftet haben müsse. Die Dorfbewohner rotten sich zusammen und jagen das Paar aus dem Ort. Erst hoch droben in den Bergen finden Marcus und Ciglia Zuflucht. Dort werden beide im dramatischen Finale von einer Lawine erwischt und verschüttet. Erst im Tode sind Ciglia und Marcus vereint.

## Produktion
Der König der Bernina beruht auf dem gleichnamigen Roman des Schweizer Schriftstellers Jakob Christoph Heer. Die Hauptfigur Markus Paltram weist dabei Züge von Gian Marchet Colani auf.
Der König der Bernina entstand ab Ende 1928 bis in die ersten Januartage 1929 hinein am Lake Louise in Kanadas Banff-Nationalpark unter dem Arbeitstitel “King of the Mountain”. Die US-amerikanische Erstaufführung fand am 11. Mai 1929 statt. In Deutschland lief der Film schon früher an: am 25. April 1929, in Dänemark sogar am 22. April desselben Jahres. In Österreich wurde der Streifen ab dem 28. Februar 1930 auch unter dem Titel „Die Lawine“ vertrieben.
Die Bauten entwarf der Deutsche Walter Reimann. Komponist Hugo Riesenfeld sorgte auch für die Musikarrangements.
Der Film gilt als eines der schwächsten Werke Lubitschs und ist zugleich sein letzter Stummfilm. Der König der Bernina markierte auch das Ende der jahrelangen Zusammenarbeit mit seinem Drehbuchautoren Hanns Kräly. 
Der Film wurde am 24. April 2001 auf DVD veröffentlicht.

## Kritiken
In der New York Times befasste sich Starkritiker Mordaunt Hall mit dem Lubitsch-Film. Dort hieß es am 13. Mai 1929: „Obgleich fähig dargestellt wird und eine intelligente Regie auszumachen ist, mit ausgezeichneten Landschaftseffekten und Schauplätzen, bewegt einen die Geschichte nicht sonderlich, was wohl daran liegt, dass das Drehbuch zu sehr skizzenhaft wirkt. (…) Während jener Momente, in denen er Marcus' alkoholisierten Zustand zeigt, ist Herr Barrymore ausgezeichnet. Jedoch hat er die Tendenz, die meiste Zeit zu melodramatisch aufzutreten. Fräulein Horn ist auf eine charmante Art sympathisch, trotz eines Hauchs zuviel Maskara auf ihren Augen. Herr Varconis Arbeit ist ungleich, und ihm gelingt es nicht, diejenige Stimmung zu erzeugen, die erwartet wird. Mona Rico macht ihren Job als Pia gut. Ihre Mutter wird von Evelyn Selbic gespielt, deren Aktivitäten einen fragen lassen, weshalb die Dorfbewohner ihr erlauben, weiterhin in der Gemeinschaft zu leben. Aber Herr Lubitschs Alpenszenerien sind realistisch. Er sorgt für jede Menge Schnee und gibt eine echt eindrucksvolle Vorstellung von einem Lawinenabgang in den finalen Szenen.“
Paimann’s Filmlisten resümierte: „Ein Sujet, das hinsichtlich seiner Motive nur geringe Zusammenhänge mit dem Milieu, dafür aber meisterhafte Kleinarbeit, auch in der Inszenierung, aufweist. Die Darstellung ist ausgezeichnet, Barrymore‘s Leistung allerdings etwas von Tenorallüren beeinträchtigt. Bauten und Szenerie hat man in Amerika leidlich getroffen, auch die Photographie ist sauber. Gesamtqualifikation: über dem Durchschnitt.“
Halliwell‘s Film Guide charakterisierte den Film wie folgt: „Dünner Romeo-und-Julia-Stoff für den der Star zu alt war“.